# Hiromi Sakurai
Hiromi Sakurai (ur. 11 maja 1987) – japońska zapaśniczka w stylu wolnym. Brązowy medal na mistrzostwach Azji w 2010 roku.